# Ostrów Wielkopolski
Ostrów Wielkopolski [ɔstruf vjɛlkɔpɔlski] (a menudo abreviado Ostrów Wlkp, antes llamado solo Ostrów o Ostrowo, Latín: Ostrovia) es una ciudad y un municipio en el centro de Polonia con 72 360 habitantes (2008), situado en el voivodato de Gran Polonia, la sede del distrito de Ostrów Wielkopolski.

## Historia
Ostrów recibió privilegios de ciudad en 1404, pero el estancamiento económico causado por los incendios, las guerras y una nobleza débil en el siglo XVI llevó a que los funcionarios de la ciudad abandonaran su condición de ciudad en 1711. En 1714, uno de los nobles de Ostrów, Jan Jerzy Przebendowski, intervino en la corte real para que el estatuto de ciudad se restaurara.

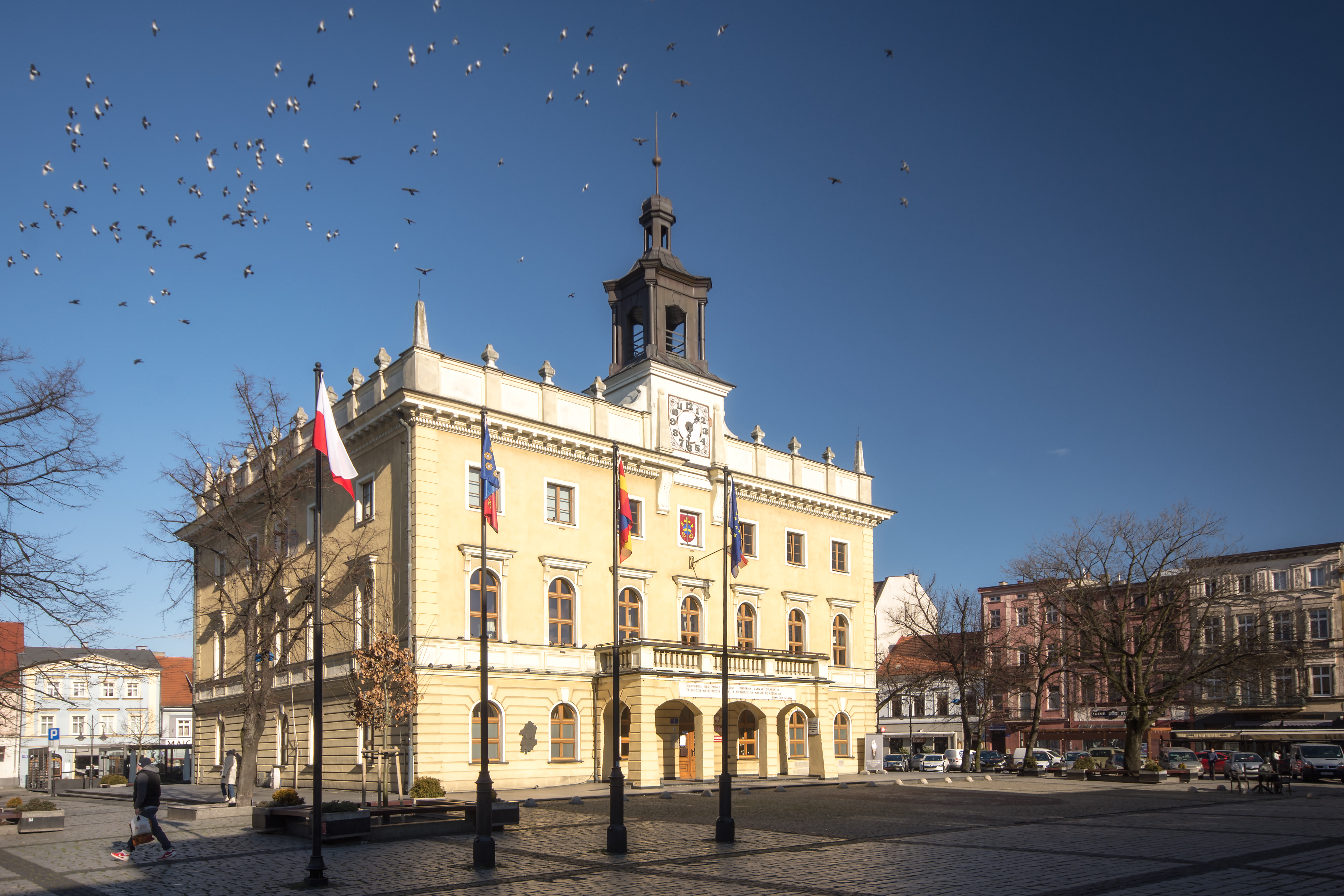
Ayuntamiento de Ostrow

Durante la Segunda Guerra Mundial, un campo nazi de trabajo Staatspolizeistelle Litzmannstadt Arbeitserziehungslager Ostrowo operó dentro de los límites de la ciudad, donde 193 personas murieron. La ciudad fue uno de los principales centros de conspiración antinazi en la región de la Gran Polonia. En 1941, después de la represión de la Gestapo en la sede de la rama de Poznan del metro ejército de la Unión para la lucha armada-ZWZ, la sede se trasladó a Ostrów. A partir de aquí se llevó a cabo la reestructura de la región de Poznan de la Unión.
Después de la guerra, Ostrów Wielkopolski formó parte del voivodato de Poznań, y de 1975 a 1998 fue la segunda ciudad más grande del voivodato de Kalisz (detrás de Kalisz). En 1979, los límites de la ciudad de Ostrów se ampliaron considerablemente por segunda vez, incluyendo los antiguos pueblos Pruślin, Szczygliczka, Zacharzew, Piaski, Stary Staw y Nowy Staw como nuevos distritos.

## Ciudades hermanadas
- Lecce (Italia)
- Delitzsch (Alemania)
- Nordhausen ([Alemania)
- Kalisz (Polonia)
- Brantford (Canadá)[1]